# Països Baixos del sud
Països Baixos del Sud (o meridionals) és una denominació que s'utilitza de vegades en un context geogràfic per designar la part meridional de les Disset Províncies, els Països Baixos espanyols, els Països Baixos austríacs o Bèlgica, i en contrast amb els Països Baixos del nord.
En un context lingüístic, el terme Països Baixos del Sud (en neerlandès Zuid-Nederland) s'utilitza per a designar la variant flamenca del neerlandès o la part de parla neerlandesa de Bèlgica quan es tracta de mots i expressions que són diferents als estats a ambdós costats de la frontera belgo-neerlandesa, independentment de les fronteres dels grups dialectals, que no coincideixen amb les fronteres polítiques.